# 南美傲脂鯉
南美傲脂鯉，為輻鰭魚綱脂鯉目脂鯉亞目脂鯉科的其中一個種。分布於南美洲巴西鑫谷河流域，體長可達3.1公分，棲息在底中層水域，生活習性不明。